# Leliwa (Wappengemeinschaft)
Leliwa bezeichnet ein polnisches Wappen, welches von verschiedenen Familien des polnischen Adels (Szlachta), insgesamt ca. 830 verschiedene Adelsgeschlechter, in der Zeit des Königreichs Polen und der polnisch-litauischen Union verwendet wurde.

## Namhafte Persönlichkeiten
Henryk Leliwa-Roycewicz, Krzysztof Monwid Dorohstajski, Rafał Jarosławski, Jan Andrzej Morsztyn, Adam Sieniawski, Adam Mikołaj Sieniawski, Mikołaj Sieniawski, Mikołaj Hieronim Sieniawski, Konstanty Słotwinski, Jędrzej Śniadecki, Jan Tarnowski, Jan z Tarnowa, Ludwik Tyszkiewicz, Ludwik Skumin Tyszkiewicz, Jan Janowicz Zabrzeziński, Jan Jurejewicz Zabrzeziński, Juliusz Słowacki, Witold Pilecki, Andrzej Bobola, Józef Czapski, Karol Hutten-Czapski, Emeryk Hutten-Czapski, Agenor Romuald Gołuchowski, Spytek I Jarosławski, Jan Chrucki, Henryk Dobrzański, Kazimierz Antoni Wodzicki, Michael Bisping.